# Culte al cos

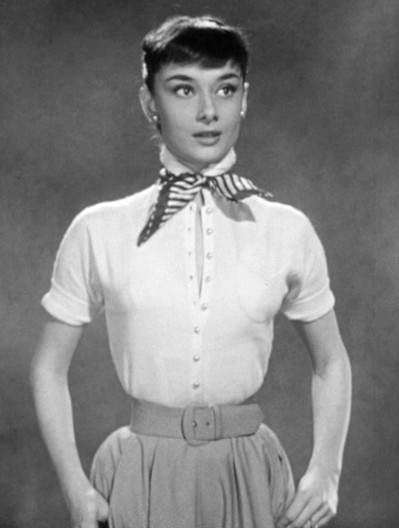
L'actriu Audrey Hepburn, en ser tan prima, resulta un model per a moltes dones

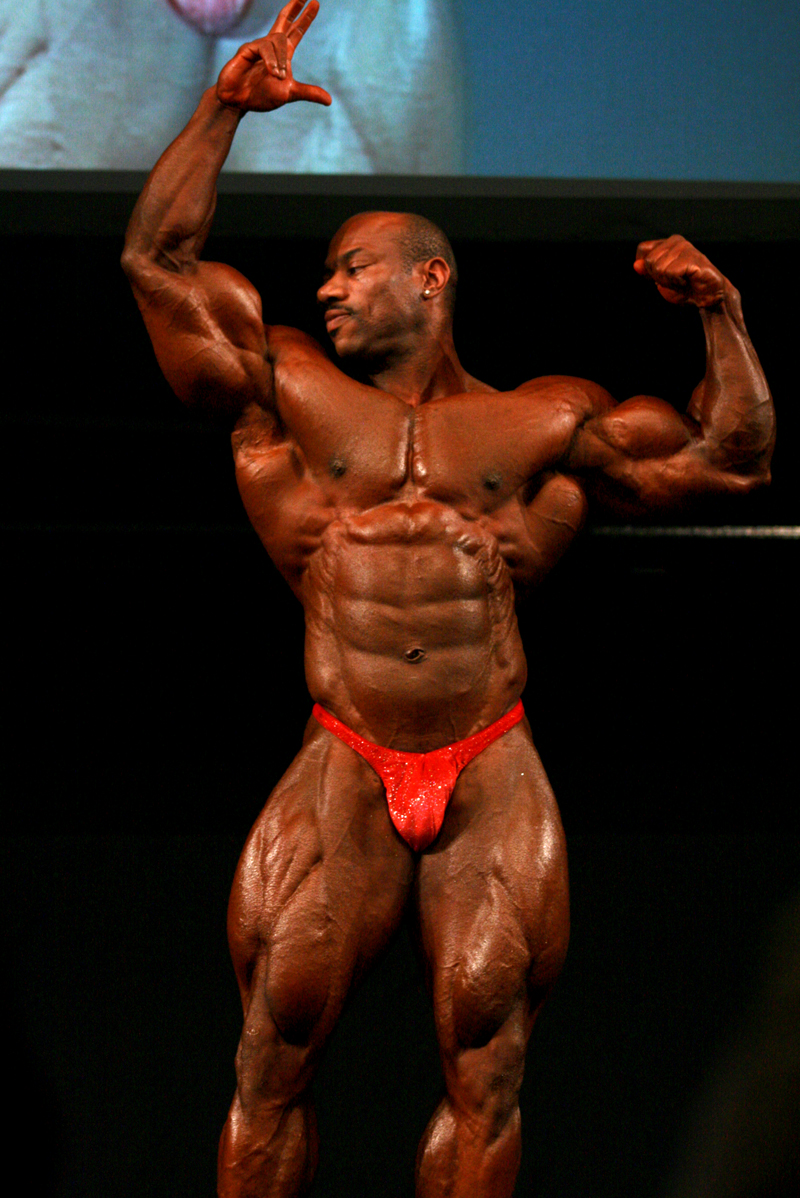
El culturista és un model a seguir per a molts homes

El culte al cos és com informalment es coneix la dèria o obssessió per tenir o mantenir un cos dins els paràmetres de bellesa i cos adequat que dicta la societat.
Els orígens del culte al cos es poden datar de principis del segle xx, en pintures i altres imatges dels segles anteriors s'observa com el model de cos dels segles anteriors, per exemple, no era tan prim.
Es pot entendre com consum cultural i la pràctica del culte al cos constitueix una preocupació general en tots els àmbits de la societat.
En aquesta actitud hi té un gran paper mantenir o incrementar la bona forma física (per exemple amb gimnàsia i esport), el recurs a la cirurgia estètica, les dietes, la roba, la moda i els cosmètics. Els anuncis comercials són el gran factor dins el culte al cos.
El culte al cos pot fer que s'adquireixin noves obligacions per obtenir el triomf social, obsessionar-se pel propi cos és una manera de ser menys lliure, o a l'obssessió per la pròpia imatge. Té molt a veure amb l'autoestima de cada persona.
Davant la proliferació de Trastorns del Comportament Alimentari (TCA), concretament de casos d'anorèxia i de bulímia nervioses en població jove es detecta el gran paper de la publicitat com a transmissora d'estereotips i de productes de culte al cos que resulten en la insatisfacció corporal.
En la legislació espanyola (Llei audiovisual del 2010) es prohibeix emetre en horari infantil anuncis que promoguin el culte al cos i el rebuig a l'autoimatge.

## En dones
Tradicionalment la bellesa ha estat considerat un valor especialment femení. La preocupació per la seva imatge continua sent una sobrecàrrega principalment en la dona. Com a contrapartida això resulta un mecanisme d'inseguretat i pot produir un sentiment d'incapacitat en la majoria de les dones.
El patró de bellesa dominant es presenta com una de les bases de l'èxit de les dones a la societat. La valoració social de la bellesa femenina contribueix a mantenir una visió del món femení en què els aspectes privats prevalen sobre els seus valors públics. «Si bé el culte a la bellesa ja no aconsegueix sufocar les aspiracions de les dones a l'autonomia, a la vida professional, als estudis superiors, ens assisteixen motius suficients per pensar que continua sent un fre per al seu compromís en la conquesta en les esferes més altes del poder».

## En homes
Ha estat en època moderna quan han aparegut models com els del culturisme (amb els seus perills per la salut), la generalització de la cosmètica masculina i les activitats esportives. En general els homes adults no estan tan afectats per l'anorèxia i la bulímia, ja que no es valora socialment l'home prim sinó més aviat el fort i musculat.